# Fitionești
Fitionești est une commune du județ de Vrancea en Roumanie.